# 大みか町
大みか町（おおみかちょう）は、茨城県日立市の町名。大みか町一丁目から七丁目までが設置されている。郵便番号は319-1221。一部の施設では「大甕」の字が使用されているが、住居表示はひらがなのまじった「大みか」である。

## 地理
日立市南部に位置し、東側は太平洋に沿い、西側は北半分が国道6号（陸前浜街道）で区切られている（七丁目のみ国道6号の西側にある）。南北にJR常磐線が中央を縦貫する。一 - 五丁目は常磐線の東側、六・七丁目は西側で、そのうち四丁目までは住宅地、五丁目は日立製作所大みか事業所が大半を占め、七丁目にも日立研究所が所在する。

## 歴史
大みか町が発足したのは1972年で、それまでは日立市久慈町および水木町の一部であった。さらに起源を遡ると、東側は多賀郡坂上村、西側は久慈郡久慈村のそれぞれ一部となる。
1972年の時点では大みか町一丁目 - 五丁目で発足し、1981年に久慈町からの編入により六丁目（ほかに五丁目にも編入）が、さらにその後七丁目が追加されている。

## 世帯数と人口
2024年（令和6年）4月1日現在の世帯数と人口は以下の通りである。
| 丁目           | 世帯数    | 人口    |
| -------------- | --------- | ------- |
| 大みか町一丁目 | 590世帯   | 1,065人 |
| 大みか町二丁目 | 464世帯   | 864人   |
| 大みか町三丁目 | 471世帯   | 896人   |
| 大みか町四丁目 | 591世帯   | 1,092人 |
| 大みか町五丁目 | 15世帯    | 26人    |
| 大みか町六丁目 | 635世帯   | 999人   |
| 大みか町七丁目 | 50世帯    | 80人    |
| 計             | 2,816世帯 | 5,022人 |

## 交通

### 鉄道
- 大甕駅 - 東日本旅客鉄道常磐線
  - かつては日立電鉄線も乗り入れていた。

### 道路
- 国道6号
- 国道245号

## 学区
泉丘中学校・大みか小学校
一丁目〜五丁目<全域>、六丁目1番 - 15番、七丁目2番 - 3番
久慈中学校・久慈小学校
六丁目 16番 - 20番
七丁目 上記以外

## 学校
- 茨城キリスト教大学
- 翔洋学園高等学校
- 日立市立大みか小学校

## 施設
- 大甕神社
- 日立灯台
- 大みかゴルフクラブ